# Sandra Fuentes-Berain Villenave
Sandra Camila Antonia Fuentes-Berain Villenave (Ciudad de México, 13 de junio de 1950) es una diplomática mexicana y embajadora emérita del Servicio Exterior Mexicano. 
Es licenciada en Derecho por la Universidad Nacional Autónoma de México (UNAM). Dentro del Servicio Exterior comenzó como cónsul general de México en Hong Kong y Milán y, posteriormente, fue embajadora de México ante Canadá (1993-1998), Francia (1998-2001), Países Bajos (2004-2007) y Jefa de la Misión de México ante la Unión Europea y Embajadora ante Bélgica y Luxemburgo (2007-2013). En los Países Bajos logró que México ingresara en la Corte Penal Internacional y presidió el Grupo de Trabajo de La Haya, mientras que en Bruselas obtuvo el reconocimiento de México como socio estratégico de la Unión Europea. Su último cargo fue Cónsul General de México en Nueva York, Estados Unidos (2013-2016).
En la Secretaría de Relaciones Exteriores ha sido Jefa de la Oficina de Promoción Empresarial México-Unión Europea, directora general para Europa y directora general para Asia/Pacífico, así como asesora del titular de la secretaría. 
El 30 de noviembre de 2012, el presidente Felipe Calderón Hinojosa le concedió la distinción vitalicia de Embajadora Emérita. Es la primera mujer mexicana en recibir esta distinción.

## Premios y distinciones
- 1973: Real Orden Victoriana
- 1980: Orden del Mérito de la República Federal de Alemania (Gran Cruz con Estrella)
- 1980: Comendadora de la Orden de la Estrella Polar de Suecia
- 1983: Encomienda de Número de la Orden de Isabel La Católica
- 1983: Encomienda de Número de la Orden del Mérito Civil español
- 2001: Legión de Honor
- 2005: Gran Oficial del Mérito de la República Italiana
- 2007: Cruz de la Orden de Oranje-Nassau en grado de Caballero
- 2013: Gran Cruz de la Orden de la Corona del Reino de Bélgica[2]